# Lünde
Die Familie von Lünde (auch: Lünde, Lundenius, Lunden, Lünden, Lunde, Luende oder Luhnen) ist eine seit 1354 in Hannover nachweisbare Patrizier-Familie. Sie stellte mehrere Ratsherren in der Stadt.

## Persönlichkeiten
- Hans (Ratsherr 1443 bis 1481)[1]
- Hermen (Ratsherr 1491 bis 1517)[1]
- Hermann († 25. Januar 1583), Ratsherr 1582[1]
- Jonas (* 12. Juni 1581 in Hannover; † 2. Oktober 1649 ebenda), Ratsherr 1639 während des Dreißigjährigen Krieges, Halbmeier in Bemerode[1]
- Ludolf Georg Lunden (* um 1640 in Hannover; † 1687 in Celle), Philologe und ab 1670 Rektor der Schule in Celle[2]

## Ehrungen
- Die Luhnenstraße, eine historische Straße des ehemaligen Dorfes Anderten, wurde nach der hannoverschen Ratsfamilie von Lünde benannt. An dieser Straße bewirtschaftete ein Zweig der Familie von 1756 bis 1800 den an dieser Straße gelegenen Halbmeierhof 31.[3]
- Der 1966 nördlich der Anecampstraße angelegte Lundenweg in Bemerode erinnert an die hannoversche Ratsfamilie, die seit 1648 den Halbmeierhof 1 in Bemerode bewirtschaftete.[4]